# Diederik I van Lotharingen
Diederik I van Lotharingen (rond 965 – 11 april 1027) was een zoon van hertog Frederik I van Lotharingen en van Beatrix van Frankrijk, zuster van Hugo Capet. Hij was hertog van Opper-Lotharingen en graaf van Bar van 978 tot 1027, in opvolging van zijn vader. Tot 987 was zijn moeder regentes, ondanks dat Diederik toen al minstens 20 moet zijn geweest en volgens de gewoonten van die tijd was een vorst met 16 meerderjarig en in staat om zelfstandig te regeren. Diederik zou mogelijk zijn moeder hebben laten opsluiten in een klooster teneinde eigenhandig te kunnen heersen. Feit is dat ze na 989 niet meer vermeld wordt. Andere geruchten fluisteren zelfs over pogingen haar te vergiftigen.
In 985 belegerde hij Verdun dat door Franse troepen was bezet en werd daarbij gevangengenomen. Hij werd vrijgelaten maar enige tijd later zwaargewond gevangengenomen door paltsgraaf Ezzo van Lotharingen in het conflict tussen keizer Hendrik II en de Luxemburgers over Metz. Diederik werd in Ezzo's kasteel Tomburg opgesloten en moest zich voor een groot bedrag vrijkopen. Ook werd Diederik nog een keer door de Bourgondiërs gevangengenomen. Hij voerde wel een succesvolle campagne in de Champagne tegen Odo II van Blois toen die de stad Toul aanviel. In 1024 maakte Diederik op tijd de keuze voor koning Koenraad II en behield zo zijn titels. In de laatste jaren van zijn bestuur deelde hij zijn taken met zijn zoon Frederik maar die overleed al in 1026, voor Diederik.
Diederik trouwde met Richildis van Metz (ca. 965 - 995). Zij kregen de volgende kinderen:
- Frederik II van Lotharingen
- Adalbero, werd in 1005 benoemd tot bisschop van Metz als opvolger van zijn oom Adalbero II van Metz. Hij stierf in 1006, kort na zijn wijding.
- Adelheid, gehuwd met Walram van Aarlen.

Bekende voorouders van Richildis zijn:
- Folmar I van de Bliesgau (ca. 920 - voor 996), paltsgraaf van Metz en graaf van Lunéville, gehuwd met Bertha (ca. 940 - na 996).
- Folmar van Lunéville (ca. 900 - na 980)
- Folmar van Worms (geb. ca. 865), graaf van Worms, gehuwd met Richilde.

## Voorouders
| Voorouders van Diederik I van Lotharingen | Voorouders van Diederik I van Lotharingen                                  | Voorouders van Diederik I van Lotharingen                                  | Voorouders van Diederik I van Lotharingen                                  | Voorouders van Diederik I van Lotharingen                                  | Voorouders van Diederik I van Lotharingen                              | Voorouders van Diederik I van Lotharingen                              | Voorouders van Diederik I van Lotharingen                             | Voorouders van Diederik I van Lotharingen                             |
| ----------------------------------------- | -------------------------------------------------------------------------- | -------------------------------------------------------------------------- | -------------------------------------------------------------------------- | -------------------------------------------------------------------------- | ---------------------------------------------------------------------- | ---------------------------------------------------------------------- | --------------------------------------------------------------------- | --------------------------------------------------------------------- |
| Overgrootouders                           | Odacar (ca. 850 - na 901) ∞ ? (-)                                          | Odacar (ca. 850 - na 901) ∞ ? (-)                                          | ? (-) ∞ 900 Irmintrud (-)                                                  | ? (-) ∞ 900 Irmintrud (-)                                                  | Robert van Bourgondië (866-923) ∞ 895 Beatrix van Vermandois (880-931) | Robert van Bourgondië (866-923) ∞ 895 Beatrix van Vermandois (880-931) | Hendrik de Vogelaar (876-936) ∞ 909 Mathilde van Ringelheim (895-968) | Hendrik de Vogelaar (876-936) ∞ 909 Mathilde van Ringelheim (895-968) |
| Grootouders                               | Wigerik (886-tussen 916-919) ∞ Kunigunde van de Ardennen (ca. 890-ca. 940) | Wigerik (886-tussen 916-919) ∞ Kunigunde van de Ardennen (ca. 890-ca. 940) | Wigerik (886-tussen 916-919) ∞ Kunigunde van de Ardennen (ca. 890-ca. 940) | Wigerik (886-tussen 916-919) ∞ Kunigunde van de Ardennen (ca. 890-ca. 940) | Hugo de Grote (897-956) ∞ 938 Hedwig van Saksen (914-965)              | Hugo de Grote (897-956) ∞ 938 Hedwig van Saksen (914-965)              | Hugo de Grote (897-956) ∞ 938 Hedwig van Saksen (914-965)             | Hugo de Grote (897-956) ∞ 938 Hedwig van Saksen (914-965)             |
| Ouders                                    | Frederik I van Lotharingen (912–978) ∞ Beatrix Capet (938-1003)            | Frederik I van Lotharingen (912–978) ∞ Beatrix Capet (938-1003)            | Frederik I van Lotharingen (912–978) ∞ Beatrix Capet (938-1003)            | Frederik I van Lotharingen (912–978) ∞ Beatrix Capet (938-1003)            | Frederik I van Lotharingen (912–978) ∞ Beatrix Capet (938-1003)        | Frederik I van Lotharingen (912–978) ∞ Beatrix Capet (938-1003)        | Frederik I van Lotharingen (912–978) ∞ Beatrix Capet (938-1003)       | Frederik I van Lotharingen (912–978) ∞ Beatrix Capet (938-1003)       |
| Diederik I van Lotharingen (965–1027)     |                                                                            |                                                                            |                                                                            |                                                                            |                                                                        |                                                                        |                                                                       |                                                                       |